# María Luisa Bombal

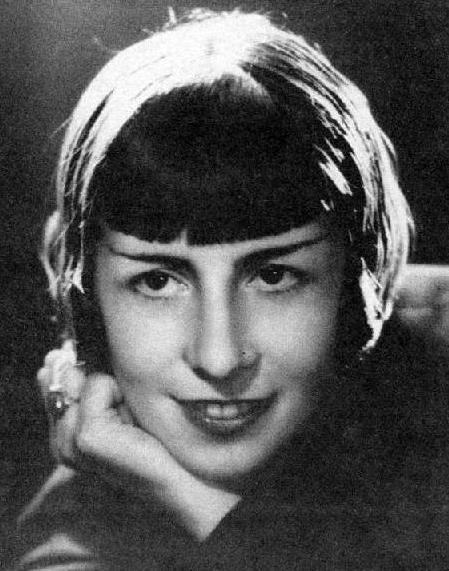
María Luisa Bombal.

María Luisa Bombal Anthes (phát âm tiếng Tây Ban Nha: [maˈɾi.a ˈlwisa βomˈβal]; Viña del Mar, 8 tháng 6 năm 1910 – 6 tháng 5 năm 1980) là một tác giả người Chile. Bà là con gái của Martín Bombal Videla và Blanca Anthes Precht. Các tác phẩm của bà hiện giờ được đánh giá cao, kết hợp chặt chẽ giữa các đề tài dâm dục, siêu thực và chủ nghĩa nữ quyền, và bà là một trong số ít những nữ nhà văn người Mỹ Latin mà tác phẩm được hoan nghênh toàn cầu.

## Tiểu sử
Sau cái chết của cha bà vào năm 1919, María Luisa bị gửi tới Paris ở tuổi 12, nơi bà theo học tại trường đại học Sainte Geneviève. Tại viện văn học thuộc Đại học Paris bà học văn học và triết học cho tới khi quay trở lại Nam Mỹ. Bà cũng theo học Lycée La Bruyère và Sorbonne tại Đại học Paris.
Sau khi quay trở lại, bà cưới một người tiên phong trong hàng không dân dụng, Eulogio Sánchez, người không có cùng niềm đam mê văn học giống như bà. Trong cuộc hôn nhân của mình, Bombal bắt đầu mắc bệnh trầm cảm và đã tự sát nhưng bất thành. Vào năm 1933 bà cưới một người đàn ông đồng tính là họa sĩ Jorge Larco. Với sự trợ giúp của bạn bè, Bombal trốn khỏi đất nước tới Argentina, nơi vào năm 1933 bà gặp Jorge Luis Borges và Pablo Neruda tại Buenos Aires. Vào năm 1937 bà trở lại Chile để bắt đầu thủ tục ly dị.

## Một số tác phẩm chọn lọc
- La última niebla/The House of Mist (1935)
- La amortajada/The Shrouded Woman (1938)
- El árbol/The Tree (1939)
- Islas nuevas/New Islands (1939)
- Mar, cielo y tierra/Sea, Sky and Earth (1940)
- La historia de María Griselda/The Story of María Griselda (1946)
- La maja y el ruiseñor/The Maiden and the Nightingale (1960)